# Maximilian Lahnsteiner
 Maximilian Lahnsteiner, né le 16 août 1996 à Gmunden, est un  skieur alpin autrichien.

## Biographie
En mars 2015, il est vice-champion d'Autriche du combiné à Innerkrems.
En 2016 à Sotchi il prend la 3e place des championnats du monde juniors de slalom géant.
En mars 2018, il devient vice-champion d'Autriche de super G à Hinterglemm.
En 2021, il remporte le classement général de la Coupe d'Europe où il prend la 2e place du classement général de la descente (avec une victoire à Santa Catarina) et la 4e place du classement général du super G (avec une victoire à Orcières-Merlette). Il gagne ainsi sa place nominative pour la coupe du monde de descente de la saison suivante.
Le 20 octobre 2021, il se blesse gravement le genou à l'entraînement et met fin a sa saison. En mars 2023 il annonce mettre fin à sa carrière.

## Palmarès

### Coupe du monde
- 2 courses disputées

- Meilleur classement général : 152e en 2021 avec 1 point.
- Meilleur classement au descente : 56e en 2021 avec 1 point.

- Meilleur résultat sur une épreuve de Coupe du monde : 30e en descente à Saalbach le 6 mars 2021

#### Classements
| Saison / Épreuve | Saison / Épreuve | Général | Général | Descente | Descente | Super G | Super G | Géant  | Géant  | Slalom | Slalom | Combiné | Combiné |
| ---------------- | ---------------- | ------- | ------- | -------- | -------- | ------- | ------- | ------ | ------ | ------ | ------ | ------- | ------- |
| Saison / Épreuve | Saison / Épreuve | Class.  | Points  | Class.   | Points   | Class.  | Points  | Class. | Points | Class. | Points | Class.  | Points  |
| 2020-2021        | 2020-2021        | 152e    | 1       | 56e      | 1        | -       | -       | -      | -      | -      | -      | -       | -       |

### Championnats du monde juniors
| Épreuve / Édition     | Descente | Super G | Slalom géant | Slalom  | Combiné | Team event |
| Mondiaux 2015 Hafjell | -        | 33e     | Abandon      | Abandon | 20e     | -          |
| Mondiaux 2016 Sotchi  | 27e      | 8e      | Bronze       | Abandon | Abandon | -          |
| Mondiaux 2017 Åre     | 20e      | 6e      | 8e           | -       | Abandon | -          |

### Coupe d'Europe
- 17 top-10 dont 7 podiums et 2 victoires

#### Classements
| Saison / Épreuve | Saison / Épreuve | Général | Général | Descente | Descente | Super G | Super G | Slalom géant | Slalom géant | Slalom | Slalom | Combiné | Combiné |
| ---------------- | ---------------- | ------- | ------- | -------- | -------- | ------- | ------- | ------------ | ------------ | ------ | ------ | ------- | ------- |
| Saison / Épreuve | Saison / Épreuve | Class.  | Points  | Class.   | Points   | Class.  | Points  | Class.       | Points       | Class. | Points | Class.  | Points  |
| 2019             | 2019             | 22e     | 315     | 32e      | 45       | 17e     | 102     | 15e          | 161          | -      | -      | 39e     | 7       |
| 2020             | 2020             | 17e     | 294     | 17e      | 97       | 8e      | 132     | -            | -            | -      | -      | 11e     | 48      |
| 2021             | 2021             | 1re     | 692     | 2e       | 319      | 4e      | 297     | 37e          | 47           | -      | -      | 9e      | 29      |